# Barva tónu
Barva tónu, také označovaná jako témbr (z francouzského timbre), je jedním ze základních akustických a hudebních atributů tónu. Charakterizuje specifickou kvalitu zvuku, která umožňuje rozlišit tóny o stejné výšce a hlasitosti, ale odlišného původu – například různé hudební nástroje nebo lidské hlasy. Díky barvě tónu dokáže posluchač intuitivně rozlišit zvuk houslí od zvuku flétny, mužský hlas od ženského, nebo například sirénu od klaksonu. Barva tónu úzce souvisí s fyzikálními vlastnostmi zvukové vlny a je klíčovým prvkem hudebního vnímání i akustické identity jednotlivých zvukových zdrojů. V praxi se používají různé přívlastky, jimiž se snažíme sluchový vjem tónu popsat – například tón může znít jasně, temně, ostře, zastřeně, sametově, drsně nebo dutě.

## Fyzikální podstata
Každý hudební tón má svou základní frekvenci, která určuje jeho výšku. Pokud například různé nástroje zahrají tón o stejné výšce, základní frekvence zůstává shodná. Přesto každý nástroj zní jinak. Důvodem je přítomnost tzv. vyšších harmonických složek – frekvencí, které jsou celistvými násobky základní frekvence. Tyto harmonické frekvence vznikají jako přirozený důsledek kmitání strun, sloupců vzduchu či jiných rezonančních těles a výrazně se podílejí na výsledném zvuku. Rozdílné složení a amplituda těchto harmonických složek určuje jedinečný témbr každého nástroje. Například housle produkují řadu vyšších harmonických s výraznými amplitudami, což vytváří jejich jasný a pronikavý tón. Naproti tomu nástroje s menším počtem nebo méně výraznými harmonickými složkami znějí tlumeněji a „dutě“.
Důležitým faktorem je rovněž parita harmonických složek:
- Liché harmonické (3., 5., 7. atd.) mají výrazný vliv na barvu tónu. Liché složky vytvářejí vlastní barvu a náplň tónu. Jejich přítomnost dodává zvuku plnost, charakter a emocionalitu. Chybí-li liché složky, tón je mohutný i jasný, barevně však šedý, neutrální.
- Sudé harmonické (2., 4., 6. atd.) samy o sobě barvu netvoří, ale přispívají k celkovému dojmu mohutnosti a jasnosti. Jejich absence může vést k dojmu, že tón je méně znělý nebo málo výrazný. Chybí-li nižší sudé, tón je jasný, ne však mohutný. Chybí-li vyšší sudé, tón je mohutný, ale ne jasný.